# Xoán Fórneas
Xoán Fórneas (Lugo, 17 de desembre de 1993) és un actor, músic i productor gallec conegut per interpretar el papel del guàrdia civil Pardines a la sèrie de Movistar+ La línea invisible.

## Biografia
Xoán Fórneas va néixer el 17 de desembre de 1993 a Lugo, a Galícia. A més de la interpretació, també es dedica a la música, el cant i el teatre.

## Carrera
Entre 2011 i 2015 es va formar en interpretació a la RESAD, estudiant posteriorment, des del 2012, teatre musical amb Nacha Guevara. El 2013 va iniciar la seva carrera actoral a la pel·lícula Viral, dirigida per Lucas Figueroa. El 2016 va interpretar el Fran a la sèrie Fontealba.
Entre 2016 i 2017 va participar en la sèrie Dalia, a modista, paper pel qual, el 2017, va ser nominat a Millor Actor de Repartiment al Premi Mestre Mateo. Entre 2017 i 2019 va interpretar el paper d'Íñigo Cervera/Ignacio Barbosa a la telenovel·la Acacias 38 de TVE, on va a treballar amb actors com Alba Brunet, Alejandra Lorenzo, Jorge Pobes, Sandra Marchena i Amparo Fernández. El 2020 va protagonitzar les sèries La línea invisible (interpretant el José Antonio Pardines), A lei de Santos (interpretant el Duarte) i Xan. El mateix any, va dirigir el curtmetrarge Es una estrella amb Alejandro Jato.
El 2021 va interpretar el Mario a la sèrie 3 caminos, així com el Manu a la minisèrie Élite: Historias Breves. El 2022 es va unir a l'equip d' Heridas, on interpretaba el Fabio Sierra. El 2023 va interpretar el Raúl Covas a la webserie  Reina Roja, així com l'Igor a la sèrie Red Flags.

## Vida personal
Va estar casat durant tres anys, entre els 19 i els 21, tornant-se a casar de nou als 23.

## Filmografia

### Com a actor

#### Cinema
| Any  | Títol | Director       |
| ---- | ----- | -------------- |
| 2013 | Viral | Lucas Figueroa |

#### Televisió
| Any       | Títol                   | Personatge                    | Notes        |
| --------- | ----------------------- | ----------------------------- | ------------ |
| 2016      | Fontealba               | Fran                          | 1 episodi    |
| 2016-2017 | Dalia, a modista        |                               | 4 episodis   |
| 2017-2019 | Acacias 38              | Íñigo Cervera/Ignacio Barbosa | 274 episodis |
| 2020      | La línea invisible      | José Antonio Pardines         | 1 episodi    |
| 2020      | A lei de Santos         | Duarte                        | 7 episodis   |
| 2020      | Xan                     |                               | 1 episodi    |
| 2021      | 3 caminos               | Mario                         | 3 episodis   |
| 2021      | Élite: historias breves | Manu                          | 3 episodis   |
| 2022      | Heridas                 | Fabio Sierra                  | 13 episodis  |
| 2023      | Red Flags               | Igor                          |              |
| 2023      | Vestidas de azul        | Adolfo                        | 1 episodi    |

#### Web TV
| Año  | Título     | Personaje  | Notas     |
| ---- | ---------- | ---------- | --------- |
| 2023 | Reina Roja | Raúl Covas | 1 episodi |

### Com a director de cinema

#### Curtmetratges
| Any  | Títol           | Director                      |
| ---- | --------------- | ----------------------------- |
| 2020 | Es una estrella | Xoán Fórneas i Alejandro Jato |